# Павло Коритко
Павло Коритко гербу Єліта (? — до 1588) — шляхтич руського походження, урядник Королівства Польського Речі Посполитої. Представник роду Коритко.
Уряди (посади): підкоморій перемишльський (1570—1582), львівський (згаданий у 1583), каштелян перемиський (Станіслав Бодняк свого часу вказав, що з 1580 року ним після Павла Коритка став Ян Фредро, який досі посідав уряд сяніцького каштеляна, однак Казімеж Пшибось ствердив, що Ян Фредро посідав уряд перемиського каштеляна з 1 січня 1587, а дата С. Бодняка — помилкова). 19 лютого 1581 року отримав номінацію на уряд завихостського каштеляна, однак номінація не була реалізована. Посол з'їзду шляхти під Єнджеювом 1576 року.
Дружина — Анна Ліґенза, дочка жарнувського каштеляна Фелікса Ліґензи.